# Kazakstans damlandslag i volleyboll
Kazakstans damlandslag i volleyboll representerar Kazakstan i volleyboll på damsidan. Laget organiseras av Kazakstans volleybollförbund (Федерация волейбола Республики Казахстан). Från att tidigare tävlat sparsamt internationellt har de sedan ungefär år 2000 deltagit flitigt på olika nivåer.

### Fotnoter
1. 1 2 3 4 5 6 7 8 9 10  ”Asian senior women volleyball championship” (på engelska). Asian Volleyball Confederation. https://asianvolleyball.net/new/asian-senoir-women-volleyball-championship/. Läst 11 februari 2023.
2. ↑  ”FIVB Women's World Championship Japan 2006 - Final standings” (på engelska). Fédération Internationale de Volleyball. http://www.fivb.org/EN/volleyball/competitions/WorldChampionships/women/2006/Standings/Finals.asp. Läst 2 mars 2023.
3. ↑  ”Standings” (på engelska). Fédération Internationale de Volleyball. http://www.fivb.org/EN/volleyball/competitions/WorldGrandPrix/2008/Standings/finals.asp?sm=40. Läst 29 juni 2024.
4. ↑  ”Olympedia”. https://www.olympedia.org/results/262873.
5. 1 2 3 4 5  ”AVC Cup for women” (på engelska). Asian Volleyball Confederation. https://asianvolleyball.net/new/avc-cup-for-women/. Läst 12 februari 2023.
6. ↑  ”2010 FIVB Women's World Championship  -  Japan” (på engelska). Fédération Internationale de Volleyball. http://www.fivb.org/EN/Volleyball/Competitions/WorldChampionships/2010/Women/FinalStanding.asp?Tourn=MWCH2010. Läst 2 mars 2023.
7. ↑  ”Result sheet” (på engelska). Asian Volleyball Confederation. http://images.sport.org.cn/File/2010/12/03/2209118453.pdf. Läst 19 december 2023.
8. ↑  ”FIVB Volleyball World Grand Prix 2013  -  Final standing” (på engelska). Fédération Internationale de Volleyball. http://www.fivb.org/EN/volleyball/competitions/WorldGrandPrix/2013/finalstanding.asp. Läst 18 mars 2024.
9. ↑  ”FIVB Volleyball World League 2014 -  Final standing - Group 3” (på engelska). Fédération Internationale de Volleyball. http://www.fivb.org/EN/volleyball/competitions/WorldGrandPrix/2014/FinalStanding3.asp. Läst 29 juni 2024.
10. ↑  ”Result sheet” (på engelska). Asian Volleyball Confederation. https://www.asianvolleyball.net/bulletin/876894764_1412266044.pdf. Läst 19 december 2023.
11. ↑  ”FIVB Volleyball Women's World Championship Italy 2014” (på engelska). Fédération Internationale de Volleyball. http://italy2014.fivb.org/en. Läst 2 mars 2023.
12. ↑  ”Tournament Standing - FIVB World Grand Prix 2015” (på engelska). Fédération Internationale de Volleyball. http://worldgrandprix.2015.fivb.com/en/finals-3/competition/final-standing. Läst 16 januari 2024.
13. ↑  ”FIVB World Grand Prix 2016” (på engelska). Fédération Internationale de Volleyball. http://worldgrandprix.2016.fivb.com/en. Läst 7 mars 2023.
14. ↑  ”FIVB World Grand Prix 2017” (på engelska). Fédération Internationale de Volleyball. http://worldgrandprix.2017.fivb.com/en. Läst 7 mars 2023.
15. ↑  ”Final standing” (på engelska). Fédération Internationale de Volleyball. http://japan2018.fivb.com/en/results-and-ranking/final-standing. Läst 18 oktober 2022.
16. ↑  ”ASIAN SENIOR WOMEN VOLLEYBALL CHAMPIONSHIP” (på engelska). Asian Volleyball Confederation. https://asianvolleyball.net/new/asian-senoir-women-volleyball-championship/. Läst 23 oktober 2022.
17. ↑  volleyballworld.com. ”Volleyball Challenger Cup 2022 - Women's standings” (på engelska). https://en.volleyballworld.com/volleyball/competitions/challenger-cup-2022/standings/women/#round-f. Läst 20 maj 2023.
18. ↑  ”Final standings” (på engelska). Fédération Internationale de Volleyball. https://en.volleyballworld.com/volleyball/competitions/women-worldchampionship-2022/standings/#round-f. Läst 19 oktober 2022.
19. ↑  hamrokhelkud (18 maj 2023). ”CAVA Women's Challenge Cup 2023” (på engelska). https://www.hamrokhelkud.net/tournaments/cava-womens-challenge-cup-2023/. Läst 18 januari 2025.
20. ↑  Preechachan (29 maj 2023). ”INDIA ROUT KAZAKHSTAN IN STRAIGHT SETS TO REIGN SUPREME OVER CAVA WOMEN’S VOLLEYBALL CHALLENGE CUP” (på engelska). Asian Volleyball Confederation. https://asianvolleyball.net/new/india-rout-kazakhstan-in-straight-sets-to-reign-supreme-over-cava-womens-volleyball-challenge-cup/. Läst 23 oktober 2023.
21. ↑  ”Bulltein No. 8” (på engelska). Asian Volleyball Confederation. https://asianvolleyball.net/new/wp-content/uploads/2023/09/Bulletin_No8_Sr.Women_.pdf. Läst 13 oktober 2023.
22. ↑  ”Volleyball Teams Final Ranking” (på engelska). Asian Volleyball Confederation. https://asianvolleyball.net/new/wp-content/uploads/2024/05/WCC2024_Bulletin_No_08.pdf. Läst 22 juni 2024.
23. ↑  Senaste tillfället då någon kontrollerade att de inmatade tabelluppgifterna stämmer. Uppgifter kan ha matats in senare utan att kontrolleras av någon annan